# Attricourt
Attricourt é uma comuna francesa na região administrativa de Borgonha-Franco-Condado, no departamento de Alto Sona. Estende-se por uma área de 6,08 km². Em 2010 a comuna tinha 44 habitantes (densidade: 7,2 hab./km²).